# Патрік Еберт
Патрік Еберт (нім. Patrick Ebert, нар. 17 березня 1987, Потсдам) — німецький футболіст, півзахисник грецького клубу «Кавала».
Грав за молодіжну збірну Німеччини.

## Клубна кар'єра
Народився 17 березня 1987 року в Потсдамі. Вихованець юнацьких команд футбольних клубів «Гаарден», «Руссе» та «Герта» (Берлін).
У дорослому футболі дебютував 2004 року виступами за другу команду останнього клубу, за два роки був переведений до головної команди «Герти». Відіграв за берлінську команду наступні шість сезонів своєї ігрової кар'єри. Більшість часу, проведеного у складі «Герти», був основним гравцем команди.
2012 року приєднався до іспанського клубу «Реал Вальядолід», звідки за півтора роки перейшов до російського «Спартака» (Москва). Влітку 2015 року повернувся до Іспанії, ставши гравцем «Райо Вальєкано», за який відіграв два сезони. Ставши вільним агентом влітку 2017, півроку перебував без клубу, після чого знайшов варіант продовження кар'єри на батьківщині у клубі «Інгольштадт 04». У цій команді не заграв і влітку того ж 2018 року став гравцем «Динамо» (Дрезден).
У жовтні 2020 року перебрався до Греція, уклавши контракт з клубом «Ксанті», де дограв сезон 2020/21. Після нетривалої паузи продовжив ігрову кар'єру у «Кавалі», також грецькій команді, у січні 2022 року.

## Виступи за збірні
2004 року дебютував у складі юнацької збірної Німеччини (U-17), загалом на юнацькому рівні взяв участь у 21 іграх, відзначившись 5 забитими голами.
Протягом 2007–2009 років залучався до складу молодіжної збірної Німеччини. 2009 року став у складі команди переможцем тогорічного молодіжного чемпіонату Європи. На молодіжному рівні загалом зіграв у 12 офіційних матчах, забив один гол.

## Титули і досягнення
- Чемпіон Європи (U-21) (1):

2009